# Watt (mértékegység)

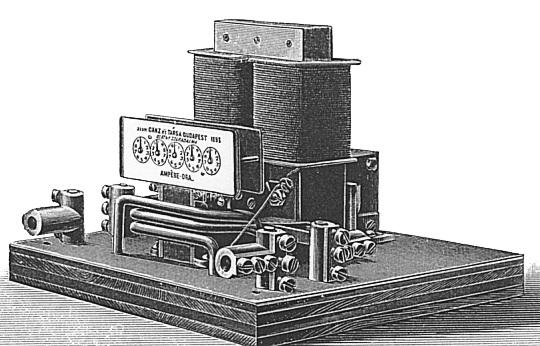
Bláthy Ottó Titusz váltakozó áramú, indukciós fogyasztásmérője (1889)

A watt (jele: W) a teljesítmény SI-ből származtatott mértékegysége. Az elnevezés James Watt skót feltaláló és mérnök nevéből származik.

## Definíció
1 watt az a teljesítmény, amelyet 1 J munka 1 s alatt létrehoz.
1 W = 1 joule per másodperc = 1 newton méter per másodperc = 1 kilogramm négyzetméter per másodperc a harmadik hatványon:
{\displaystyle 1~{\rm {{W}=1~{\dfrac {\rm {J}}{\rm {s}}}=1~{\dfrac {\rm {N\cdot m}}{\rm {s}}}\,=1~{\dfrac {\rm {{kg}\cdot {\rm {m^{2}}}}}{\rm {s^{3}}}}}}}
Elektromos egységekkel kifejezve 1 watt = 1 volt · amper
{\displaystyle 1~{\rm {{W}=1~{\rm {{V}\cdot 1~{\rm {A}}}}}}}
Ha az ember lépcsőn megy fel, körülbelül 200 watt a teljesítménye. A gépkocsi teljesítménye utazósebességnél mintegy 25 000 watt, azaz 25 kilowatt (~30 lóerő). Az átlagos izzólámpa 40–100 wattos, az energiatakarékos kompakt fénycsövek, melyekkel felváltják a hagyományos izzólámpákat, általában 8–20 watt, míg a háztartási ledes fényforrások (fénykibocsátó diódák) általában 3–9 watt teljesítményűek. Egy erőművi gőzturbina teljesítménye 5×107–5×108 watt (50 000–500 000 kilowatt, 50–500 megawatt), a legnagyobb működő vízerőmű, a kínai Három-szurdok-gát összteljesítménye 2,25×1010 watt, azaz 22 500 megawatt.

## Eredete
A mértékegységet James Wattról nevezték el, a híres skót mérnökről, aki munkásságával nagymértékben hozzájárult a gőzgép fejlesztéséhez. A watt nevet mértékegységként a British Association for the Advancement of Science (Brit társaság a tudomány fejlesztéséért) második kongresszusán 1889-ben fogadta el és a Súlyok és mértékegységek 11. általános konferenciája iktatta be 1960-ban a nemzetközi mértékrendszerbe (SI).

## A watt többszörösei
| A watt (W) többszörösei |               |       |
| Neve                    | Mértékegysége | Érték |
| yottawatt               | YW            | 1024  |
| zettawatt               | ZW            | 1021  |
| exawatt                 | EW            | 1018  |
| petawatt                | PW            | 1015  |
| terawatt                | TW            | 1012  |
| gigawatt                | GW            | 109   |
| megawatt                | MW            | 106   |
| kilowatt                | kW            | 103   |
| watt                    | W             | 100   |
| milliwatt               | mW            | 10−3  |
| mikrowatt               | µW            | 10−6  |
| nanowatt                | nW            | 10−9  |
| pikowatt                | pW            | 10−12 |
| femtowatt               | fW            | 10−15 |
| attowatt                | aW            | 10−18 |
| zeptowatt               | zW            | 10−21 |
| yoktowatt               | yW            | 10−24 |

Egy kilowatt (jele kW) egyenlő 1000 watt-tal, ezt a mértékegységet főleg motorok teljesítményének és munkagépek, szerszámgépek teljesítményszükségletének megadásához használják. Egy kilowatt közelítőleg 1,34 lóerővel egyenlő.
Egy megawatt (jele MW) egyenlő egymillió (106) watt-tal vagy ezer kilowatt-tal. Több fizikai-technikai fogalom jellemzésére használják a megawattot, például: a villámcsapás, nagy villamos motorok, nagy vízijárművek (például repülőgép-hordozó, tengeralattjáró), néhány nagy kísérleti berendezés (részecskegyorsító), nagy lézer teljesítményére. Nagy lakóépület vagy közösségi épület fűtési és hűtési, valamint elektromos energiaszükséglete szintén megawatt nagyságrendű lehet.
Az erőművek generátorainak teljesítményét szintén MW-ban mérik. A korszerű nagy dízel-elektromos mozdonyok csúcsteljesítménye 3–5 MW, egy átlagos atomerőmű csúcsteljesítménye 500–2000 MW.
Egy gigawatt (jele GW) egymilliárd wattal (109 W) vagy 1000 megawattal egyenlő. Ezt gyakran használják nagy erőművek vagy elektromos hálózatok jellemzésére. Németországban a szélenergia beépített kapacitása 25,8 GW. A belga Doel atomerőmű legnagyobb blokkja (a négy közül) 1,04 GW csúcsteljesítményű. A HVDC átalakítókat akár 2 GW névleges teljesítménnyel is gyártották.